# 銚子セントラル
銚子セントラル（ちょうしセントラル、1958年 開館 - 2007年2月2日 閉館）は、かつて存在した日本の映画館である。銚子中央映画劇場（ちょうしちゅうおうえいがげきじょう）として開館、のちの館名に改名して以降も、閉館まで一貫して洋画系興行専門のロードショー館であった。

## 略歴・概要
1958年（昭和33年）、銚子中央映画劇場として、千葉県銚子市末広町4-281（現在の同県同市同町5-12）に開館する。木造1階建、内部の繰り返しながら、閉館まで開業時と同一の建物であった。当時同市内に同館のほか、銚子東映（銚子マリン1・2）、銚子日活（かつての銚子座）、銚子映画劇場（のちの銚子ヱイゲキ）の4館を柏木興行が経営していた。1960年（昭和35年）には、同市内にほかにも、銚子富士館、銚盛館、銚子大映、銚子演芸館の8館が存在した。
1970年（昭和45年）前後のある時期に、銚子セントラルと改称する。1976年（昭和51年）ころには、同市内の映画館は、同館のほか、銚子日活、銚子映画劇場、銚子東映、銚子大映の5館になっていた。
1982年（昭和57年）ころには、同市内の映画館は、同館のほか、銚子映画劇場、銚子東映、テアトル銚子（以上経営は柏木興行）、銚子大映の5館になっていた。
1999年（平成11年）ころの客席数は、323席であった。
2006年（平成18年）2月3日、柏木興行は、同社が同市内に経営する3館のうち、銚子マリン1・2、銚子ヱイゲキの3館を閉館し、翌2007年（平成19年）2月2日には、当時の同市内最後の映画館となった同館も閉館した。2日後の同年2月4日には『男はつらいよ 寅次郎紅の花』を無料上映し、これまでの観客に感謝を表した。建物はその後解体され駐車場となったが、2012年（平成24年）時点ではその一部が一軒家となっている。
当館閉館後、同市内に映画館は空白となっていたが、2010年（平成22年）3月16日にグランドオープンしたイオン銚子ショッピングセンター（現：イオンモール銚子）内にイオンシネマ銚子が誕生した。

## データ
- 所在地 : 〒288-0042 千葉県銚子市末広町5-12 [1]
- 席数 : 304席 [1]
- 代表 : 初代 柏木正雄、二代目 柏木秀夫[3]
- 支配人 : 浅野良雄 （1997年 [3]）
- 経営母体 : 柏木興行株式会社[3]

## 上映したおもな映画
出典のみられるおもな映画である。
- ジャン＝ピエール・ジュネ『エイリアン4』（20世紀フォックス、1998年4月25日公開） [7]
- 高畑勲『ホーホケキョ となりの山田くん』（松竹・スタジオジブリ、1999年7月17日公開）[8]
- アンディ・テナント『アンナと王様』（20世紀フォックス、2000年2月5日公開） [9]
- ダニー・ボイル『ザ・ビーチ』（20世紀フォックス、2000年4月22日公開） [10]
- クリス・コロンバス『ハリー・ポッターと賢者の石』（ワーナー・ブラザース、2001年12月1日公開） [11]
- ジョージ・ルーカス『スター・ウォーズ エピソード2/クローンの攻撃』（20世紀フォックス、2002年7月13日公開） [12]
- ジョージ・ルーカス『スター・ウォーズ エピソード3/シスの復讐（20世紀フォックス、2005年7月9日公開）[13]
- 下山天『SHINOBI』（松竹洋画系、2005年9月17日公開） [1]
- 山崎貴『ALWAYS 三丁目の夕日』（東宝、2005年11月5日 - 2006年3月3日） [14]